# Overdose (bài hát của EXO)
"Overdose" là một bài hát được phát hành vào ngày 7 tháng 5 năm 2014 của nhóm nhạc nam Hàn-Trung EXO, là đĩa đơn chính của EP thứ hai Overdose. Bài hát đã được công ty quản lý SM Entertainment phát hành ở cả hai phiên bản là tiếng Hàn và tiếng Trung. Đây là bản phát hành cuối cùng của hai thành viên Kris và Luhan sau vụ kiện của họ lần lượt vào tháng 5 năm 2014 và tháng 10 năm 2014. Đây cũng là đĩa đơn cuối cùng được biểu diễn bởi EXO-M và EXO-K.

## Bối cảnh và phát hành
"Overdose" được sản xuất bởi The Underdogs với giai điệu mạnh mẽ của hip-hop, R&B. Bài hát dùng cảm giác khi sử dụng thuốc quá liều như một phép ẩn dụ về người đàn ông chìm đắm mãnh liệt trong tình yêu. Bài hát được phát hành vào ngày 7 tháng 5 năm 2014 cùng với EP.
Hai video âm nhạc của "Overdose" tương ứng với hai phiên bản Hàn Quốc và Trung Quốc đã được phát hành vào ngày 6 tháng 5 năm 2014. Trong video, các thành viên đã biểu diễn vũ đạo trong một nơi tương tự như mê cung. Vào ngày 5 tháng 5 năm 2016, video âm nhạc phiên bản Hàn Quốc đã đạt 100 triệu lượt xem và sau đó đạt 200 triệu lượt xem vào ngày 23 tháng 9 năm 2019, trở thành video âm nhạc thứ năm của họ làm được điều này. EXO-K bắt đầu biểu diễn bài hát trên các chương trình truyền hình âm nhạc của Hàn Quốc vào ngày 11 tháng 4 năm 2014 và EXO-M bắt đầu biểu diễn bài hát trên chương trình âm nhạc hàng tuần của Trung Quốc, Global Chinese Music vào ngày 19 tháng 4.

## Đón nhận
"Overdose" đã xuất hiện ở vị trí thứ hai trên Bảng xếp hạng nhạc số Gaon và bảng World Digital Song Sales của Billboard. Tổng cộng bài hát đạt được 8 cúp trên chương trình âm nhạc của Hàn Quốc và 2 cúp trên chương trình âm nhạc tại Trung. Ngoài ra, bài hát đã bán được hơn 1 triệu bản trong vòng chưa đầy một năm kể từ khi phát hành.
| Phê bình / Xuất bản | Danh sách                                 | Thứ hạng | Tham khảo |
| ------------------- | ----------------------------------------- | -------- | --------- |
| Spotify             | Bài hát hay nhất năm 2018: Thể loại K-Pop | 79       | [ 9 ]     |
| PopMatters          | Bài hát K-pop hay nhất năm 2014           | 15       | [ 10 ]    |

## Bảng xếp hạng
| Bảng xếp hạng (2014)                        | Vị trí cao nhất |
| ------------------------------------------- | --------------- |
| Hàn Quốc (Gaon)                             | 2               |
| Hoa Kỳ (Billboard World Digital Song Sales) | 2               |

| Bảng xếp hạng (2014)          | Vị trí cao nhất |
| ----------------------------- | --------------- |
| Hàn Quốc (Gaon Digital Chart) | 2               |

| Bảng xếp hạng (2014)                 | Vị trí cao nhất |
| ------------------------------------ | --------------- |
| Hàn Quốc (Gaon Yearly Digital Chart) | 18              |

## Lượt mua
| Khu vực          | Lượt mua  |
| ---------------- | --------- |
| Hàn Quốc (Gaon)  | 1.168.390 |
| Hoa Kỳ (Nielsen) | 58.000    |

## Giải thưởng
| Năm  | Phần thưởng                                | Loại                                    | Kết quả |
| ---- | ------------------------------------------ | --------------------------------------- | ------- |
| 2014 | Giải thưởng Âm nhạc Châu Á Mnet lần thứ 16 | Bài hát của năm                         | Đề cử   |
| 2014 | Giải thưởng Âm nhạc Châu Á Mnet lần thứ 16 | Nhóm nam biểu diễn vũ đạo xuất sắc nhất | Đề cử   |
| 2015 | Golden Disc Awards                         | Digital Bonsang                         | Đề cử   |
| 2015 | Giải thưởng âm nhạc Myx                    | Video K-Pop yêu thích                   | Đề cử   |

| Chương trình             | Ngày                     |
| ------------------------ | ------------------------ |
| Show Champion của MBC M  | Ngày 14 tháng 5 năm 2014 |
| M Countdown của Mnet     | Ngày 15 tháng 5 năm 2014 |
| M Countdown của Mnet     | Ngày 22 tháng 5 năm 2014 |
| Show! Music Core của MBC | Ngày 17 tháng 5 năm 2014 |
| Show! Music Core của MBC | Ngày 24 tháng 5 năm 2014 |
| Inkigayo của SBS         | Ngày 18 tháng 5 năm 2014 |
| Inkigayo của SBS         | Ngày 25 tháng 5 năm 2014 |
| Inkigayo của SBS         | Ngày 1 tháng 6 năm 2014  |
| Global Chinese Music     | Ngày 10 tháng 5 năm 2014 |
| Global Chinese Music     | Ngày 17 tháng 5 năm 2014 |